# Ghiacciaio Stairway
Il ghiacciaio Stairway (Stairway Glacier) è un ghiacciaio situato nell'Alaska (Stati Uniti) sud-centrale tra la municipalità di Anchorage (dove si forma) e il Census Area di Valdez-Cordova (dove si scioglie nel mare). La fronte sul mare è condivisa con il ghiacciaio Surprise (Surprise Glacier)

## Dati fisici
Il ghiacciaio, che ha un orientamento nord-sud (con una curva a metà percorso), si trova all'estremità nord-occidentale della Foresta Nazionale di Chugach (Chugach National Forest). È lungo quasi 7 km, largo mediamente meno di un chilometro e nasce nel gruppo montuoso Chugach (estremità nord-occidentale). Il fronte termina nel braccio di mare Surprise Inlet che si apre sul fiordo di Harriman (Harriman Fjord). Il fiordo è collegato al braccio di mare  Port Wells che fa parte dello Stretto di Prince William (Prince William Sound). Gli ultimi 4 chilometri sono condivisi con il ghiacciaio Surprise. È considerato il più grande affluente al ghiacciaio Surprise. Contribuisce con una considerevole quantità di ghiaccio sul lato settentrionale del tronco del ghiacciaio Surprise.
Altri ghiacciai vicini al Stairway sono:
| Nome del ghiacciaio | Quota alle coordinate indicate (m s.l.m.) | Coordinate             | Distanza e direzione dal ghiacciaio               |
| ------------------- | ----------------------------------------- | ---------------------- | ------------------------------------------------- |
| Cataract Glacier    | 976                                       | 61°01′39″N 148°25′23″W | 6 km verso sud-est                                |
| Surprise Glacier    | 713                                       | 61°01′05″N 148°29′46″W | 1 km verso sud (condivide la fronte con Stairway) |
| Wedge Glacier       | 588                                       | 60°57′31″N 148°23′25″W | 7 km verso nord                                   |
| Harriman Glacier    | 488                                       | 60°56′14″N 148°31′47″W | 9 km verso sud                                    |

Il ghiacciaio è circondato dai seguenti monti (tutti appartenenti al gruppo montuoso del Chugach):
| Nome del monte | Altezza (m s.l.m.) | Coordinate             | Distanza e direzione dal ghiacciaio |
| -------------- | ------------------ | ---------------------- | ----------------------------------- |
| Mount Muir     | 2.091              | 61°06′29″N 148°22′42″W | 7 km verso nord-est                 |
| Mount Doran    | 1.057              | 61°01′11″N 148°14′22″W | 15 km verso sud-est                 |
| Mount Gilbert  | 2.682              | 61°10′21″N 148°16′06″W | 16 km verso nord-est                |
| Mount Curtis   | 1.152              | 61°04′34″N 148°05′40″W | 22 km verso nord-est                |

## Storia
La prima mappatura del ghiacciaio (compreso il ghiacciaio Surprise) è degli anni 1905-1909 che mostrava già un ritiro di 1,8 chilometri rispetto alla prima visita. In seguito ha avuto momenti di avanzata e di ulteriore ritiro e ultimamente alcune rocce sono affiorate alla base della fronte.
Il nome Stairway è stato dato dai componenti della Harriman Alaska Expedition per la somiglianza con una scala.

## Accessi e turismo
Il ghiacciaio è visibile dal fiordo di Harriman (e quindi dal Surprise Inlet) che è raggiungibile solamente via mare da Whittier (65 km circa) a da Valdez (180 km circa). Durante la stagione turistica sono programmate diverse escursioni via mare da Whittier per visitare il ghiacciaio e quelli vicini.

## Alcune immagini

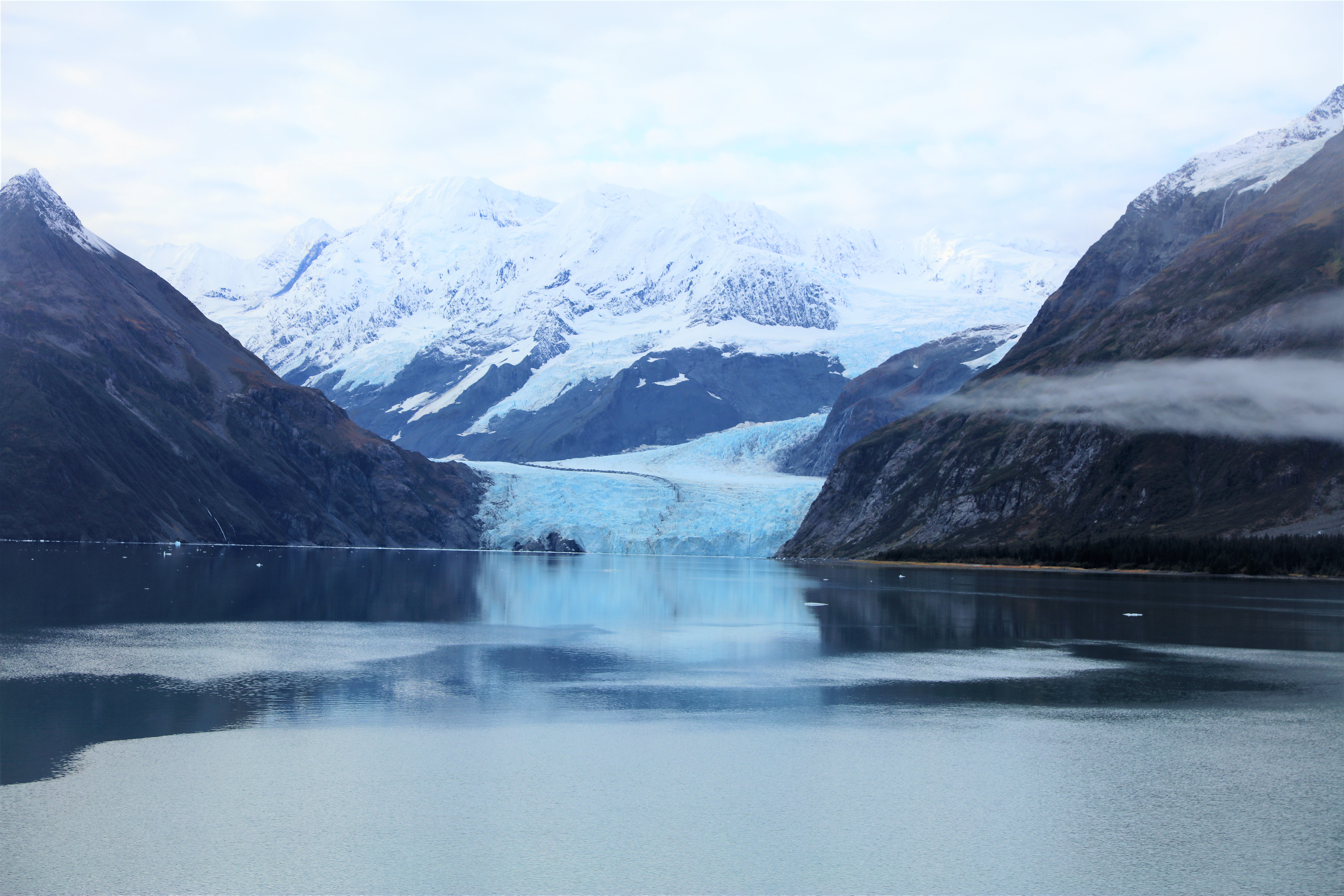
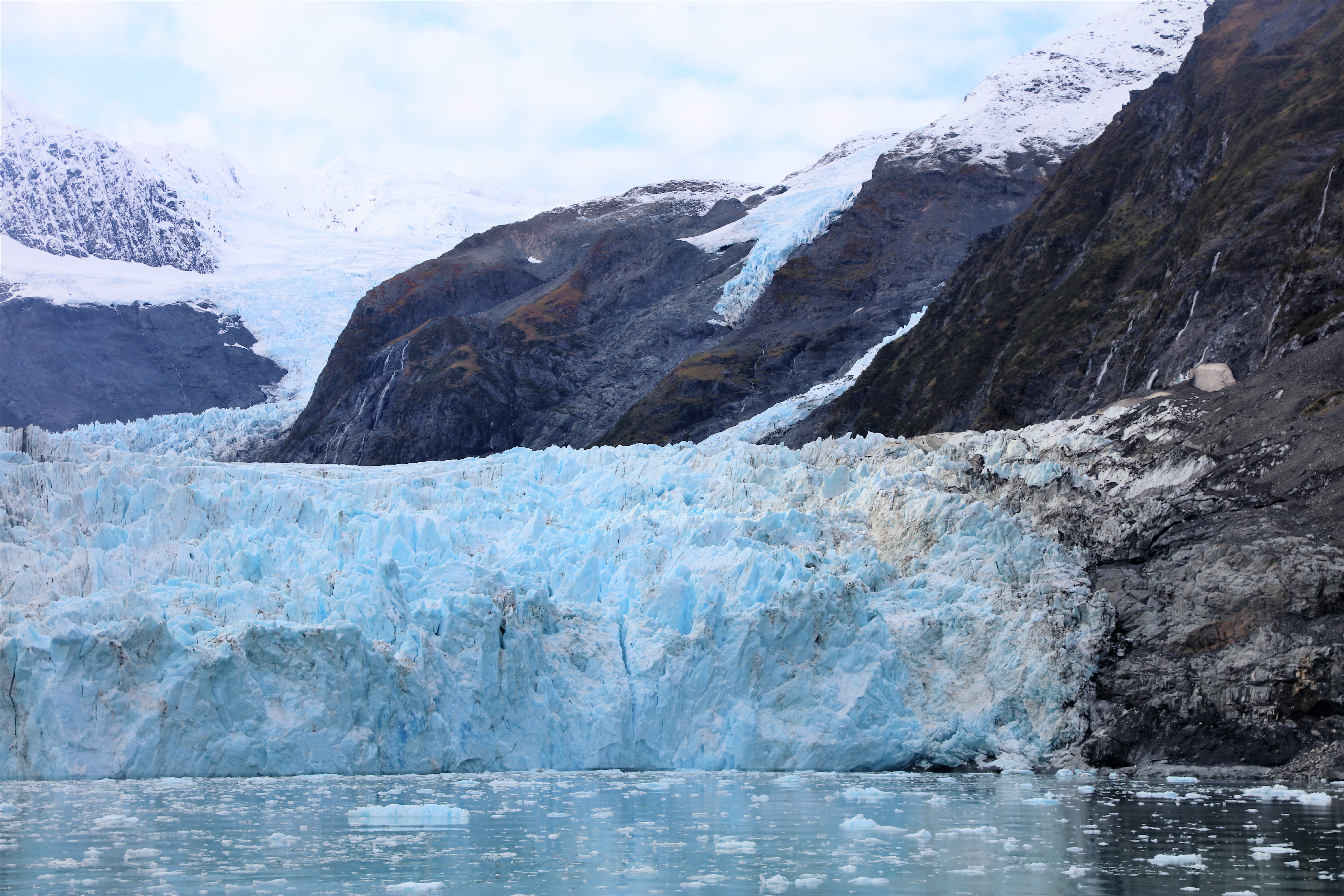
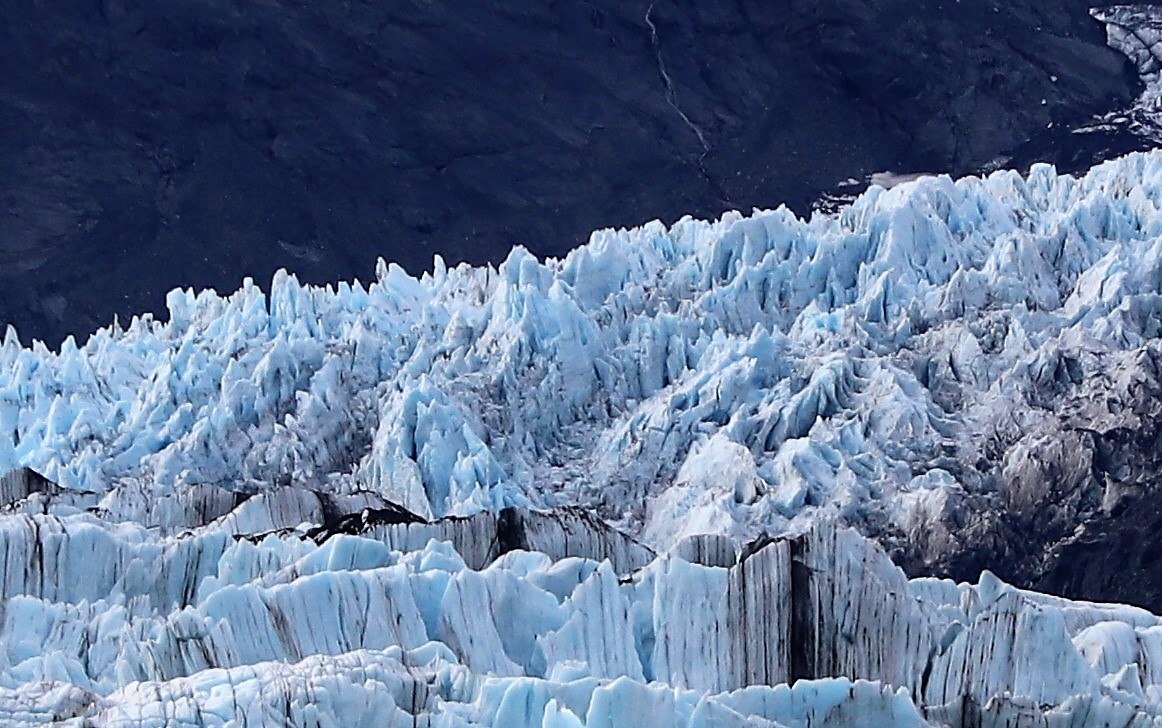
La parte alta del ghiacciaio

## Particolari della fronte

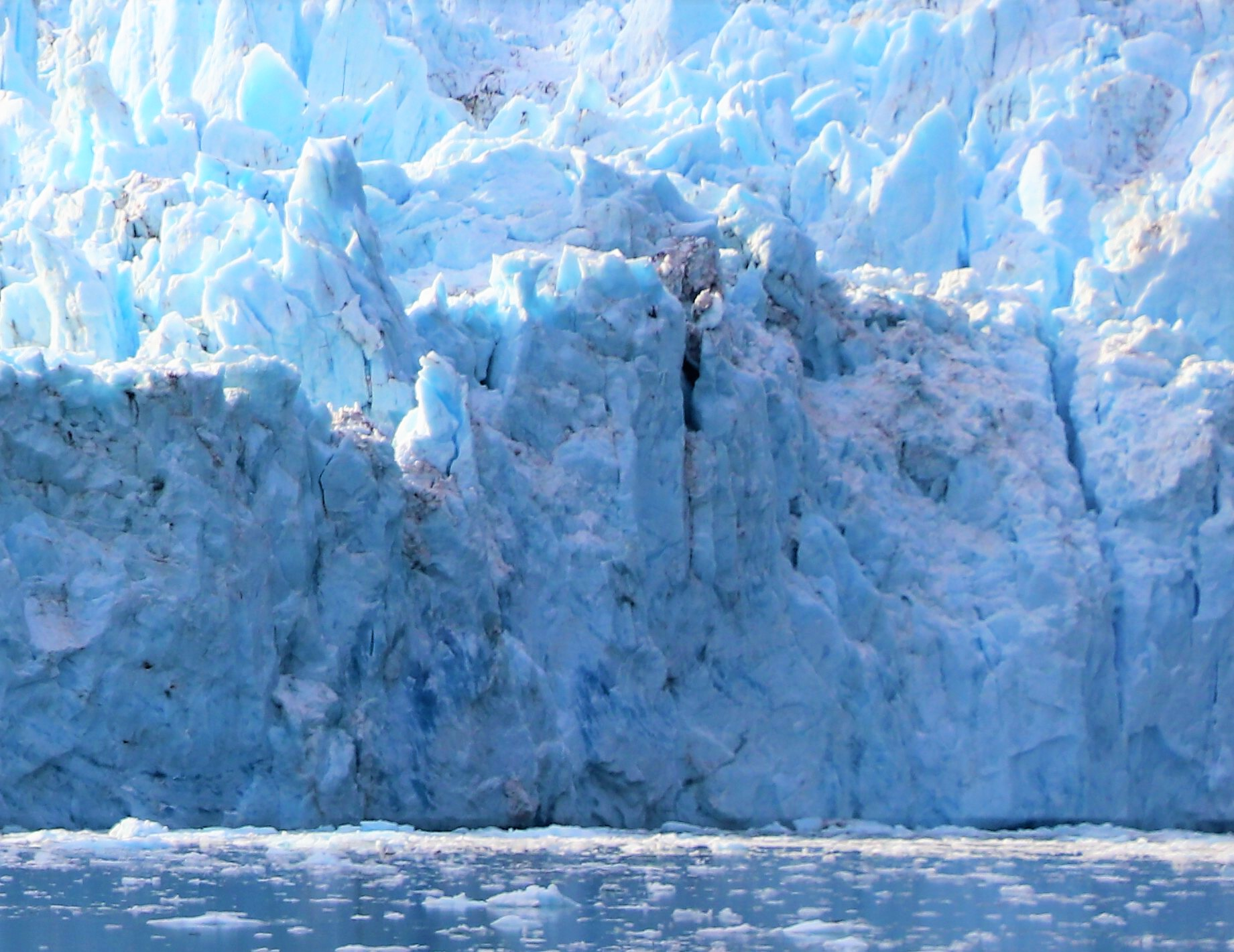
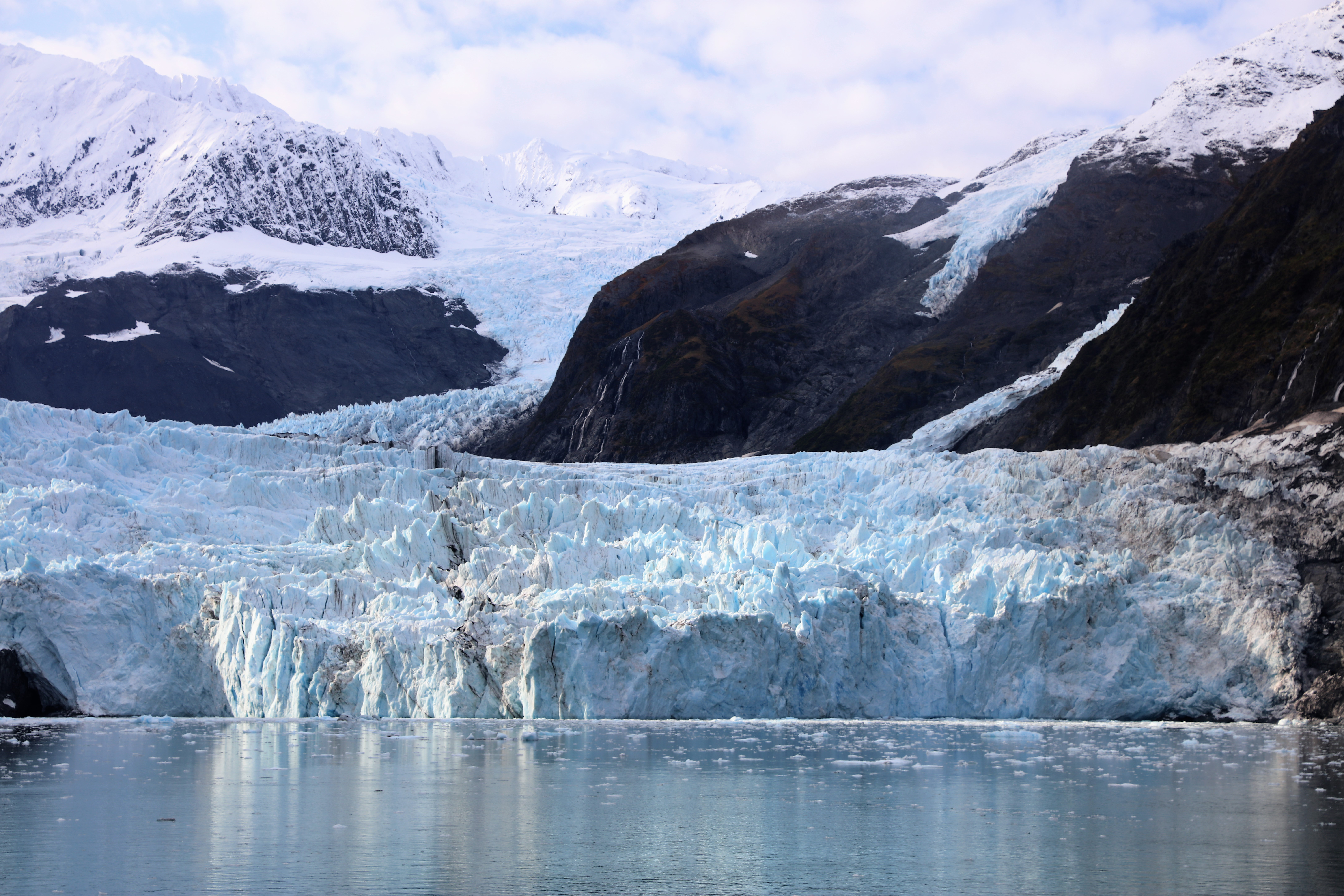
La divisione con il ghiacciaio Surprise (a sinistra)